# 1954年原子力法
1954年原子力法（1954ねんげんしりょくほう、英: Atomic Energy Act of 1954、42 U.S.C. §§ 2011–2021, 2022-2286i, 2296a-2297h-13）は、放射性物質と核施設の開発、規制、処分に関するアメリカ合衆国の連邦法。
軍事・民間を問わず他国への核情報の公開を禁止した1946年原子力法（マクマホン法）を改正したもので、実質的に法律の一定の部分を書き換えた。民生用の原子力産業への支援を拡充させることを含めた内容。政府が私的企業へと核エネルギーと核分裂性物質の製造に関する情報（リストリクテッド・データ）を提供することを可能にし、外国政府と情報交換をしやすくした。これはドワイト・D・アイゼンハワー大統領による原子力の平和利用のプログラムの一環であり、また1946年の法律で核エネルギーや核分裂性物質の製造に関する特許を取ることを不可能にしていた条項を撤回させるものだった。
1954年原子力法成立後のアメリカは、マクマホン法に反発して自力での核開発を強行したイギリスとの関係修復を図り、1958年に同法を改正すると共にアメリカ・イギリス相互防衛協定を締結、核情報の共有を再開させた。